# Jugador Mundial de la FIFA 2004

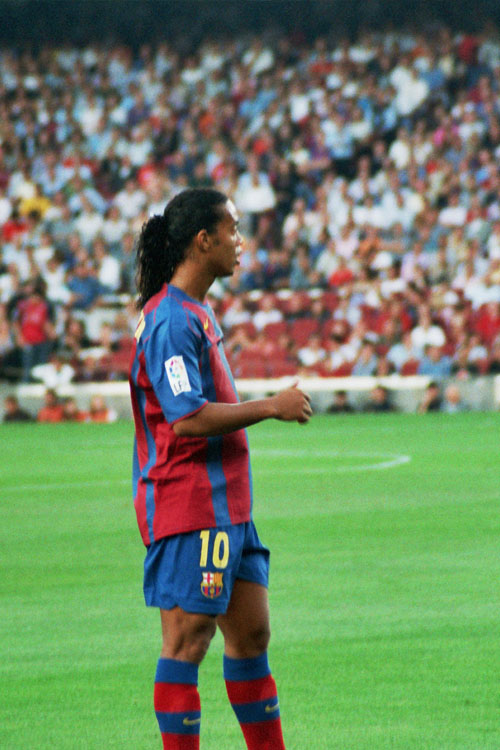
El astro brasileño vistiendo el equipamiento del Futbol Club Barcelona

La decimocuarta entrega de este premio tuvo como ganador al brasileño Ronaldinho (FC Barcelona), quedando el francés Thierry Henry (Arsenal) en segundo lugar y el ucraniano Andriy Shevchenko (AC Milan) en tercer lugar.

## Posiciones finales
| Puesto | Jugador             | Equipo                        | Puntos |
| ------ | ------------------- | ----------------------------- | ------ |
| 1º     | Ronaldinho Gaucho   | Futbol Club Barcelona         | 620    |
| 2º     | Thierry Henry       | Arsenal                       | 552    |
| 3º     | Andrei Shevchenko   | AC Milan                      | 253    |
| 4º     | Pavel Nedvěd        | Juventus                      | 178    |
| 5º     | Zinedine Zidane     | Real Madrid                   | 150    |
| 6º     | Adriano             | Parma / Inter de Milán        | 98     |
| 7º     | Deco                | Oporto / FC Barcelona         | 96     |
|        | Ronaldo             | Real Madrid                   | 96     |
| 9º     | Ruud van Nistelrooy | Manchester United             | 67     |
| 10º    | Kaká                | AC Milan                      | 64     |
|        | Wayne Rooney        | Everton / Manchester United   | 64     |
| 12º    | Didier Drogba       | Olympique Marsella / Chelsea  | 46     |
| 13º    | Cristiano Ronaldo   | Manchester United             | 45     |
| 14º    | Samuel Eto´o        | Mallorca / FC Barcelona       | 42     |
| 15º    | David Beckham       | Real Madrid                   | 35     |
|        | Luís Figo           | Real Madrid                   | 35     |
| 17º    | Raúl                | Real Madrid                   | 33     |
| 18º    | Theodoros Zagorakis | AEK Atenas / Bolonia          | 25     |
| 19º    | Roberto Ayala       | Valencia                      | 24     |
| 20º    | Michael Owen        | Liverpool / Real Madrid       | 22     |
| 21º    | Gianluigi Buffon    | Juventus                      | 19     |
|        | Paolo Maldini       | AC Milan                      | 19     |
|        | Roberto Carlos      | Real Madrid                   | 19     |
| 24º    | Roy Makaay          | Bayern Munich                 | 17     |
| 25º    | Robert Pirès        | Arsenal                       | 15     |
| 26º    | Frank Lampard       | Chelsea                       | 13     |
| 27º    | Cafú                | AC Milan                      | 10     |
| 28º    | Michael Ballack     | Bayern Munich                 | 9      |
|        | Milan Baroš         | Liverpool                     | 9      |
| 30.º   | Zlatan Ibrahimović  | Ajax / Juventus               | 9      |
|        | Henrik Larsson      | Celtic Glasgow / FC Barcelona | 9      |
| 32º    | Ryan Giggs          | Manchester United             | 6      |
|        | Alessandro Nesta    | AC Milan                      | 6      |
| 34º    | Steven Gerrard      | Liverpool                     | 5      |
| 35º    | Oliver Kahn         | Bayern Munich                 | 5      |